# Хайнрих (Насау-Зиген)
Вижте пояснителната страница за други личности с името Хайнрих.
Хайнрих фон Насау-Зиген (на нидерландски: Hendrik van Nassau-Siegen; на немски: Heinrich Graf zu Nassau-Siegen; * 9 август 1611, Зиген; † 27 октомври 1652, Хулст, Нидерландия) е граф на Насау-Зиген (1623 – 1652).

## Произход
Той е син на граф Йохан VII фон Насау-Зиген (1561 – 1623) и втората му съпруга принцеса Маргарет фон Шлезвиг-Холщайн-Зондербург-Пльон (1558 – 1599), дъщеря на Йохан фон Шлезвиг-Холщайн-Зондербург, третият син на крал Кристиан III от Дания.

## Фамилия
Хайнрих се жени на 19 април 1646 г. за графиня Мария Магдалена Елизабет фон Лимбург-Щирум (1623 – 26 декември 1707, Зиген), дъщеря на граф Георг Ернст фон Лимбург-Щирум и Магдалена фон Бентхайм. Те имат децата:
- Ернестина (1647 – 1652)
- Вилхелм Мориц (1649 – 1691), граф, от 1664 г. княз на Насау-Зиген
- София Амалия (1650 – 1688), ∞ на 5 октомври 1675 г. за Фридрих II Казимир Кетлер, херцог на Курландия, син на херцог Якоб Кетлер и Луиза Шарлота фон Бранденбург
- Фридрих (1651 – 1676)